# Verrerie d'Hardinghen
La verrerie d'Hardinghen  dans le Pas-de-Calais,, est fondée vers 1624 et sera exploitée par la suite par Gédéon Desandrouin et E. Cazin,

## Un peu d'histoire
Des Alsaciens dès 1624 viennent à la verrerie d'Hardinghen et peuplent le hameau de Beucres à Fiennes
Un siècle plus tard, en 1720, arrivèrent dans le pays deux fils de Gédéon Desandrouin seigneur d'Heppignies, de Lodelinsart et du Longbois, qui venait d'obtenir, par arrêt du Conseil d'État du 10 février de la même année, l'autorisation de construire une verrerie dans le Boulonnais.
C'étaient Jean-Antoine et François-Joseph Desandrouin dit de Longbois (1695-7/5/1731), frères de Jacques Desandrouin, bien connu par le rôle prépondérant qu'il a joué dans la fondation de la compagnie des mines d'Anzin.
La verrerie est ainsi construite près des carrières du Haut-Banc
Jean-Antoine mourut peu de temps après, le 18 novembre 1722.
François-Joseph, seigneur du Longbois, resté seul, acquit du duc d'Aumont, marquis de Villequier, puis, après la mort du marquis de Villequier survenue en 1720, de son frère le duc d'lullnières, la jouissance des mines d'Hardinghen, dont il continua l'exploitation.
Au décès de François-Joseph Desandrouin, Pierre reprit la succession et mourut le 27 mai 1764, sans enfants ; ses biens sont légués à François-Joseph-Théodore Desandrouin
En 1768 lors du voyage de la frégate l'Aurore, les visiteurs constatent que la verrerie a deux fourneaux, qu'elle fabrique des bouteilles et que M. Désandrouin possède trois vaisseaux pour les emmener à Bordeaux et à La Rochelle ainsi qu'ailleurs
Un arrêté 1221 du 5 pluviôse (5 janvier 1793)  autorise François-Joseph-Théodore Desandrouin à organiser un legs au profit des pauvres ouvriers mineurs, verriers et indigents de la commune d'Hardinghem 
Un décret du 23 mars 1724 autorise Jacques Désandrouin à établir une deuxième verrerie
En 1789 un nouveau four en forme de tonnelle est testé mais la fonte du verre se fait en 28 à 30 heures au lieu de 10 à 12 heures. Ce principe est abandonné pour reconstruire des fours selon l'ancien principe de four circulaire plus performant que les fours rectangulaires
La verrerie se spécialise dans la dame-jeanne qu'elle exporte dans les îles et présente à l'Exposition des produits de l'industrie française de 1806 
Par un acte passé le 9 vendémiaire An 13 (1er octobre 1804) il avait été contracté société pour l’exploitation des mines de charbon et verrerie situées sur les communes d’Hardinghen, Réty et Elinghen, entre Feu M. le vicomte Desandrouin et Mr le comte de Liedekerke Beaufort, propriétaires chacun pour moitié de tout ce qui composait les dits établissements, M. Cazin d’Honincthun propriétaire pour un quart et Mme Bridgeham veuve Cazin tutrice de Ferdinand-Auguste-Joseph Cazin et Augustine Théodore Cazin, pour un quart. » Cette société prend fin à la majorité des jeunes Cazin, échue 23 oct 1819. Elle est volontairement prolongée pour 25 ans sous le nom de la SA « Les propriétaires des établissements des mines de charbon et verreries d’Hardinghen ». En mars 1820, la société associe Mr Hilarion, comte de Liedekerke Beaufort, demeurant à Bruxelles, actuellement en son château d’Hardinghen, Mr Pierre-Elizabeth, baron Cazin d’Honincthun, lieutenant de chasse du Roy demeurant à Versailles, en sa maison d’Hardinghen, Joseph-Henri-Ferdinand- Auguste Cazin, garde du corps du Roi, Mlle Augustine-Théodore Cazin, fille majeure … propriétaires des verreries et mines d’Hardinghen

La verrerie a repris ses activités en 1814, au retour de la paix. À la suite peut-être du décès du baron Cazin, les associés recherchent de 1824 à fin 1826 un nouvel associé pour un quart des parts.
La verrerie éteint ses feux en 1833, toujours dirigée par les Cazin d'Honincthun et elle est démolie en 1885 

## Et autour

### Fosse Lamarre
A 360m à l'ouest de la verrerie était situé le puits Lamarre no 1.
La fosse Lamarre est constituée de trois fosses creusées en 1799 par la société Désandrouin-Cazin, et situées au sud de la route de Marquise à Guînes. La fosse no 1 exploite une veine à 23 mètres, mais rencontre des ouvrages anciens, la fosse no 2 rejoint la fosse no 1 et exploite à 34 mètres, et la fosse no 3 rencontre de l'eau dans d'anciens travaux.

### Cazin d'Honincthun
Le citoyen Pierre-Elisabeth Cazin d'Honincthun voyant que le gouvernement impérial était tombé, il en fit sur-le-champ de grandes démonstrations vers Louis XVIII dans son voyage de Calais à Boulogne. Cazin d'Honincthun. propriétaire des verreries et mines d'Hardinghen,
Pierre-Elisabeth Cazin d'Honincthun  sera, pour ces faits, décoré chevalier de la Légion d'Honneur le 16 février 1815 et officier le 1er mai 1821

### Traversée de la Manche
Le 7 janvier 1785, Jean-Pierre Blanchard et son ami et mécène américain John Jeffries traversent la Manche de Douvres à Guînes en 2 heures 25 minutes, à bord d’un ballon gonflé à l’hydrogène. Alors qu’ils approchaient du rivage, l’aérostat s’éleva, décrivant un magnifique arc au-dessus de la terre avant d’aller se poser en forêt de Guînes.
M. Cazin d'Honninctun emmena les aéronautes dont Jean-Pierre Blanchard non chez lui mais au château de Hardinghen chez son associé le vicomte Desandrouin, propriétaire des Charbonnages du Boulonnais et d'une importante verrerie ; le château, proche de la forêt de Guines, qui abrita par la suite un couvent de religieuses dominicaines voir en ligne : 